# El Pedregal de San Ángel
El Pedregal de San Ángel är en ort i Mexiko.   Den ligger i kommunen Ocosingo och delstaten Chiapas, i den sydöstra delen av landet, 800 km öster om huvudstaden Mexico City. El Pedregal de San Ángel ligger 921 meter över havet och antalet invånare är 132.
Terrängen runt El Pedregal de San Ángel är huvudsakligen kuperad, men österut är den platt. Runt El Pedregal de San Ángel är det glesbefolkat, med 16 invånare per kvadratkilometer. Närmaste större samhälle är Ocosingo, 2,0 km norr om El Pedregal de San Ángel. Omgivningarna runt El Pedregal de San Ángel är en mosaik av jordbruksmark och naturlig växtlighet.